# Seeschleuse Leer
Die Seeschleuse Leer in Leer (Ostfriesland) verbindet den Leeraner Hafen über Leda und Ems mit der Nordsee. Bei einer Länge von rund 192 Metern und einer Breite von 26 Metern ist sie für Schiffe mit einem Tiefgang von bis zu 5,50 m geeignet.

## Geschichte
Um 1840 erlebte Leer eine wirtschaftliche Blütezeit, in der die Umschlagzahlen zum Teil über denen der größeren Stadt Emden lagen, und zur Mitte des 19. Jahrhunderts war Leer Ostfrieslands wichtigster Ausfuhrhafen für landwirtschaftliche Produkte. Um einen tideunabhängigen Ladungsumschlag zu ermöglichen, wurde von 1858 bis 1861 das Georgsdock angelegt, dessen Tore sich gegenüber dem seinerzeit noch an der tideführenden Leda gelegenen Leeraner Hafen absperren ließen. Um den veränderten Anforderungen, zum Beispiel durch den Wegfall der Getreideimporte aufgrund der Aufhebung der Ausnahmetarife oder neue Verkehre durch den Dortmund-Ems-Kanal, gerecht zu werden und da sich die preußische Regierung weigerte, das Emsfahrwasser auf die geforderten sieben Meter Tiefgang anzupassen, plante man seit 1895 unter der Leitung Georg Franzius, den Leeraner Hafen aus der an die Stadt angrenzenden Ledaschleife zu bilden. Am 10. Mai 1900 wurde mit der 1,5 Millionen Goldmark teuren Umgestaltung des Hafens durch die Abtrennung und dem Durchstich der Leda sowie mit dem Bau der Seeschleuse begonnen. Die nach dem Vorbild der Seeschleuse in Ijmuiden gebaute Seeschleuse in Leer war beim Bau die einzige elektrisch betriebene Schleuse in Preußen. Sie hatte anfangs eine Kammerlänge von 130 Metern und eine Drempeltiefe von sieben Metern. Mit der Eröffnung der Seeschleuse am 19. April 1903 wurde der gesamte Hafen tideunabhängig und gewann in den Folgejahren an Bedeutung – schon im November 1903 wurde, unter anderem auf Anregung des Bürgermeisters August Dieckmann, der Aufbau der Leerer Heringsfischerei vorbereitet, die dann im Juni 1905 gegründet wurde.
Die Seeschleuse wurde 1960 vergrößert, 1976 nochmals auf 180 Meter Länge und 26 Meter Breite erweitert und 2020/2021 saniert, sie hat heute eine Kammerlänge von 192 Metern und eine Kammerbreite von 26 Metern.